# Château de Nürburg
Le Nürburg est un château en ruine situé dans les montagnes de l'Eifel allemande, près du village de Nürburg, au sud d'Adenau, dans le district d'Ahrweiler, dans le Land de Rhénanie-Palatinat. Il se situe dans la célèbre boucle nord, ou Nordschleife, du circuit automobile du Nürburgring à une hauteur de 678 mètres sur un cône de basalte volcanique. Il peut être visité moyennant des frais.

## Histoire
Le site a été mentionné pour la première fois dans les archives en 1166 sous les noms de Noureberg ou de Mons Nore, mais il est probable qu'il ait déjà été utilisé comme station de signalisation à l'époque romaine pour protéger l'importante voie romaine traversant l'Eifel.
Le comte Ulrich était l'instigateur du Nürburg. Son nom figure dans un document datant de 1169, bien que son père, Dietrich Ier de Are, ait déjà commencé la construction d'un château-refuge sur la montagne. Les descendants d'Ulrich s'appelaient eux-mêmes les seigneurs de Nürburg et d'Are et étaient des vassaux (Lehnsmänner) des évêques de Cologne et de l'empereur Hohenstaufen .
En 1290, la propriété du château fut transférée à l'électorat de Cologne, car il n'y avait plus de descendants des seigneurs de Nürburg. L'archevêché a nommé un huissier de justice (Amtmann), qui devait désormais représenter leurs intérêts.
La construction du château a été réalisée en trois étapes. Après la construction du quartier intérieur rectangulaire ou kernburg, les murs de zwinger ont été construits entre 1340 et 1369 sous l'huissier Johann von Schleiden, en tant que deuxième anneau défensif. Au XVe siècle, un troisième mur fut érigé pour protéger les bâtiments de castellan, jusqu'ici librement accessibles, qui n'ont pas survécu.

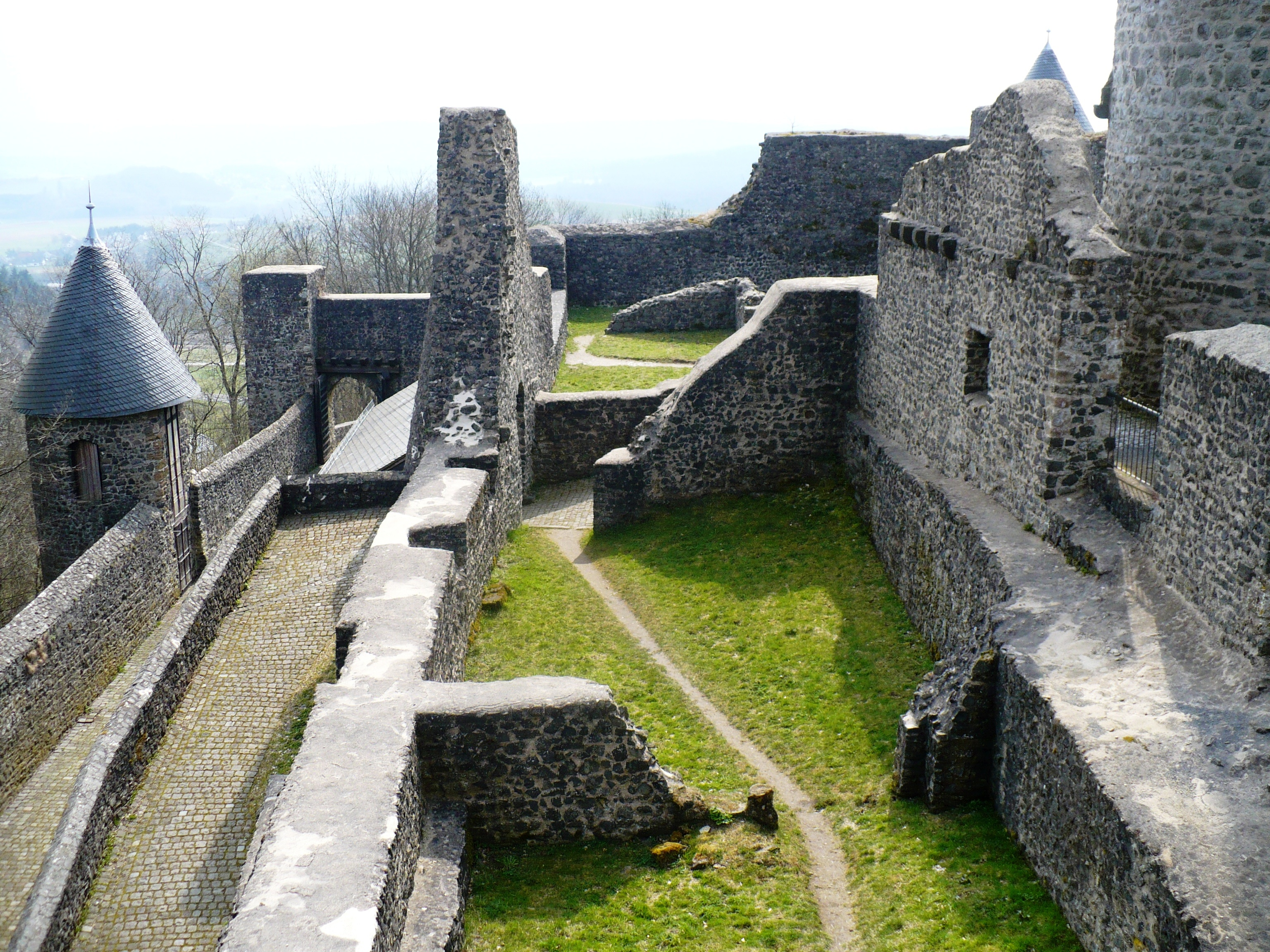
Vue partielle du château

Dès le XVIe siècle, le château tomba dans un très mauvais état, ce dont se plaignirent les huissiers. En conséquence, des travaux de restauration ont été effectués à plusieurs reprises.

En 1633 pendant la Guerre de Trente Ans, le Nürburg fut capturé par les Suédois sous le général Baudissin, qui le pilla et le détruisit. En 1674, des troupes impériales occupèrent le château.

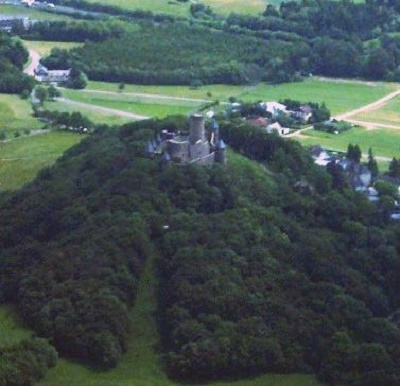
Vue d'ensemble du château

En 1689, les soldats français ont finalement détruit la place. Le donjon survivant, ou bergfried, était initialement utilisé comme prison, mais n'était plus apte à cet usage à partir de 1752. Le château fut abandonné et utilisé comme carrière de pierre.
En 1818, le donjon a été restauré par la Prusse , car avec une hauteur de 678 m au-dessus du niveau de la mer, elle pourrait servir de point trigonométrique. Au cours des travaux, le pavillon extérieur a été démoli. Aujourd'hui, seuls les vestiges de l'enceinte témoignent de son existence.
En 1949, la propriété des ruines fut transférée au département d'État pour la conservation de Rhénanie-Palatinat, qui la confia à la direction des châteaux d'État de Rhénanie-Palatinat (Verwaltung der staatlichen Schlösser Rheinland-Pfalz , aujourd'hui le Burgen, Schlösser Altertümer Rheinland-Pfalz). Ces derniers ont effectué des travaux à plusieurs reprises (la dernière entre 1988 et 1989) afin de mettre au jour des éléments du bâtiment qui avaient été remplis, ainsi que pour effectuer des travaux de sécurité et de restauration. 